# Pokolj u Oborcima
Pokolj u Oborcima bio je ratni zločin koji su počinile srpske snage nad Muslimanima-Bošnjacima i Hrvatima tijekom agresije na prostore Srednje Bosne. Počinile su ga 13. rujna 1995. u mjestu Oborcima kod Donjeg Vakufa. Vojska Republike Srpske masakrirala je 57 Muslimana-Bošnjaka i 4 Hrvata koje je otela iz Mrkonjić Grada.